# 1749 Telamon
1749 Telamon eller 1949 SB är en trojansk asteroid i Jupiters lagrangepunkt L4. Den upptäcktes 23 september 1949 av den tyske astronomen Karl Wilhelm Reinmuth i Heidelberg. Den har fått sitt namn efter Telamon i den grekiska mytologi.
Asteroiden har en diameter på ungefär 64 kilometer.